# Jacques Exertier
Jacques Exertier est un scénariste et animateur de jeu vidéo français ayant également travaillé dans le dessin animé.

## Ludographie
- 1995 : Rayman - animateur
- 1999 : Rayman 2: The Great Escape - animateur
- 2003 : Beyond Good and Evil - scénariste, dialoguiste, réalisateur des cinématiques, storyboardeur
- 2005 : King Kong - scénariste, dialoguiste, réalisateur des cinématiques
- 2006 : Rayman contre les lapins crétins - réalisateur, scénariste, réalisateur des cinématiques
- 2009 : The Lapins Crétins : La Grosse Aventure - réalisateur, scénariste
- 2011 : Les Aventures de Tintin : Le Secret de La Licorne - directeur créatif

## Filmographie
- 1988 : S.O.S. polluards - animateur
- 1995 : Les Animaux du Bois de Quat'sous - animateur